# Ian Hacking
Ian Hacking (Vancouver, 18 de febrero de 1936-10 de mayo de 2023) fue un filósofo e historiador de la ciencia. 

## Biografía
Estudió varias licenciaturas, algunas de ellas, en Matemáticas y Física en la Universidad de Columbia Británica en 1956, y otra en Ciencias de la Moral en la Universidad de Cambridge en 1958. En esta última universidad, alrededor de 1962, realizó su maestría y doctorado bajo la supervisión de Casimiro de Lewy, antiguo alumno de Ludwig Wittgenstein. 
Enseñó en la Universidad de Stanford durante algunos años, para después, en 1982, integrarse a la Universidad de Toronto. Fue presidente permanente en el College de France y dividía su tiempo con el trabajo en la Universidad de Toronto.
Fue miembro de la Academia Británica, y la Academia Americana de las Artes y las Ciencias, además de la Sociedad Real de Canadá. 
A lo largo de sus estudios, buscó dar sentido y encontrar una conexión con la filosofía de la ciencia, aportó una manera diferente de ver el mundo con sus lecciones en filosofía del lenguaje, teoría de la probabilidad, inferencia estadística, y el examen histórico-social de la subida y caída de las disciplinas y teorías. Lo interesante fue su capacidad para lograr que público especializado o no en el área expuesta, pueda entender la información. Su trabajo ha sido publicado en “The Globe and Mail”, “New Republic”, “The New York Review of Books”, “El London Review of Books” y “Tiempos”.  
Ha publicado 13 libros en diversos idiomas y más de 220 artículos. Entre los más importantes que buscan destacar sus áreas de estudio se encuentran la lógica de la inferencia estadística y la intervención que muestran una influencia importante en filosofía e historia de la ciencia. Al igual que “Reescribir el Alma: Personalidad múltiple y Las Ciencias de la memoria”, que abordan el conflicto presente en los trastornos mentales, siendo reconocidos con el premio Pierre Janet y Psique.  
Alcanzó su esplendor al recibir grandes opiniones desde 1991 con La domesticación del azar donde destaca las ideas de probabilidad y azar abordando temas como delincuencia, suicidio, sociología, medicina, escritura de la historia, etc.
En el 2000, recibió por parte del Consejo Canadiense para las Artes el Premio Molson en el área de humanidades y ciencias sociales. En 2001 fue nombrado para la Cátedra de Filosofía y de la historia de los conceptos científicos en el College de France. Y en 2002, recibió el premio más exclusivo de Canadá por su larga y exitosa trayectoria en las ciencias. En 2009 fue galardonado con el Premio Holberg.
Estuvo casado con la filósofa de la ciencia Nancy Cartwright.

## Fundamento
Hacking se encuentra en un punto medio dentro de la filosofía de la ciencia, critica la construcción social de la realidad, y hace énfasis en el sentido común. Llegando a la idea de que si algo está construido socialmente puede ser evitable o no ser necesario.
Como punto primordial Hacking hace cuestionamientos sobre las ciencias, donde destaca que no se deben hacer las mismas cosas con que empezaron los pensadores de las culturas occidentales, ya que estas cosas se siguen haciendo por ellas mismas. 
Así que, llega a considerar a la ciencia como una  actividad científica y por lo tanto social, ejemplo básico de ello se indica con los científicos que trabajan por su cuenta y a pesar de ello comunican los resultados de su trabajo a la sociedad.
Su método era instrumentalista, y mencionó que se requiere usar el método científico, la ciencia (definida como tal por una comunidad) la hacen sólo los científicos (es decir, los miembros de dicha comunidad).
Hacking busca con su trabajo dos objetivos, que en la ciencia no se pierda el objetivo esencial que es analizar los objetos de estudio, y el uso del sentido común. Y el tercero de demostrar que si tú intervienes la realidad la puedes modificar, es bueno si tiene utilidad para la humanidad.[cita requerida]

## Pensamiento
Desarrolló una teoría de los estilos de pensamiento científico que continúa y modifica la teoría de los estilos de pensamiento científico en la tradición europea, de A. C. Crombie. Cada estilo de pensamiento científico posee un método de razonamiento propio y permite hablar de objetos propios (que no serían reconocibles sin el estilo).
El estilo de razonamiento matemático, que incluye el geométrico, de origen griego, así como el combinatorio y el algebraico, de origen árabe. Su origen mitológico remonta, respectivamente, a Tales de Mileto y Al-Kwarizmi. Históricamente, las matemáticas son el primer método de razonamiento científico de Occidente. Las demostraciones matemáticas –según Hacking– hacen posibles todos los otros tipos de razonamiento científico, porque de ellas proviene la noción de objetividad del conocimiento. Dos tipos de demostraciones matemáticas serán entonces posibles: las cartesianas, que apelan a la intuición y comprensión de la verdad, y las leibnizianas que reposan sobre la verificación de la demostración mediante cálculo y la aplicación de algoritmos.
El estilo de razonamiento galileano o mediante modelización hipotética. Procede mediante la elaboración de hipótesis que funcionan como modelos analógicos. Sus orígenes son muy antiguos (piénsese en la teoría atomista de Demócrito y Leucipo), pero Galileo incorporó la representación matemática y la observación (directa o mediante instrumentos tecnológicos como el telescopio, aunque ésta no tenga el papel central que tiene en el caso del método de laboratorio, donde incluso se logran "fabricar" fenómenos inexistentes en condiciones naturales).
El estilo de razonamiento mediante observación y medida experimental, en particular en laboratorio. Los orígenes del estilo de razonamiento que procede mediante la observación y medida experimental son muy antiguos. Pero este estilo cristaliza con el surgimiento de los laboratorios. Hacking llama a Francis Bacon "el primero y casi último filósofo de los experimentos". Entre los científicos, el ejemplo elegido por Hacking de un estilo de hacer ciencia en laboratorio es Robert Boyle. Consolidado en el siglo XVII, Hacking analiza este estilo en Representing and Intervening (1983) (Representar e intervenir, 1996). Para Hacking, las ciencias, lejos limitarse a las teorías que representan al mundo, analizan también las prácticas científicas que transforman a éste (por lo cual, recientemente prefiere hablar de "estilos científicos de razonar y actuar"). El laboratorio científico permite la observación y medida experimental pero en condiciones controladas y permite producir fenómenos artificialmente (no sólo medirlos). Es el más poderoso método de investigación humana y el principal causante de la sobrepoblación del planeta por nuestra especie.
El estilo de razonamiento probabilista y estadístico. Surgen, respectivamente, en los siglos XVII y XIX. Tienen un lugar creciente en las ciencias que renuncian al determinismo. Al respecto, destacan dos libros históricos de Hacking: The Emergence of Probability (El surgimiento de la probabilidad) y The Taming of Chance (La domesticación del azar).
El estilo de razonamiento taxonómico. Típico de las ciencias biológicas, el padre fundador podría ser considerado Carlos Linneo. En ciencias humanas, el hecho de clasificar a los individuos influye sobre su comportamiento y modifica la clasificación por un efecto de boomerang o bucle, lo que no es el caso en las ciencias naturales. Hacking ha realizado diversos estudios sobre clasificaciones de enfermadaes mentales (Mad Travelers...). Parece difícil extender la idea de construcción social a las ciencias naturales como lo hacen abusivamente algunos sociólogos (Social construction of what?).
El estilo de razonamiento histórico-genético. Aunque Althusser lo atribuya a Marx y Bernard Williams a Tucídides, Hacking consideraba que este estilo de razonamiento científico cristaliza en la teoría del origen de las especies de Charles Darwin.

## Principales obras y artículos

### De Ian Hacking, en inglés
- Historical Ontology, Harvard University Press, 2002.
- The Social Construction of What?, Harvard University Press, 1999.
- Probability and Inductive Logic. Cambridge University Press, New York, 2001.
- Mad Travelers: Reflections on the Reality of Transient Mental Illnesses. University Press of Virginia, Charlottesville, 1998.
- Rewriting the Soul: Multiple personality and the sciences of memory. Princeton University Press, Princeton, 1995.
- Le Plus pur nominalisme. L'énigme Goodman: 'Vleu' et usages de 'Vleu'. Editions de l'Eclat, Combas, 1993.
- The Taming of Chance. Cambridge University Press, Cambridge, 1990.
- Representing and Intervening: Introductory Topics in the Philosophy of Natural Science. Cambridge University Press, Cambridge, 1983 (traducción al español de Sergio Martínez : Representar e intervenir, Paidos-UNAM, México, 1996).
- The Emergence of Probability. Cambridge University Press, Cambridge, 1975.
- Why Does Language Matter to Philosophy? Cambridge University Press, Cambridge, 1975.
- A Concise Introduction to Logic. Random House, New York, 1972.
- Logic of Statistical Inference. Cambridge University Press, Cambridge, 1965. Cambridge, 1976.

### De Ian Hacking, en español
- Hacking, Ian (2001). ¿La construcción social de qué?. Ediciones Paidós Ibérica. ISBN 978-84-493-1040-9.

- Hacking, Ian (1998). Representar e intervenir. Ediciones Paidós Ibérica. ISBN 968-853-329-7.

- Hacking, Ian (1995). El surgimiento de la probabilidad: un estudio filosófico de las ideas tempranas acerca de la probabilidad, la inducción y la inferencia. Editorial Gedisa. ISBN 978-84-7432-548-5.

- Hacking, Ian (1991). La domesticación del azar: La erosión del determinismo y el nacimiento de las ciencias del caos. Editorial Gedisa. ISBN 978-84-7432-416-7.

### Sobre Ian Hacking
- Lozano, José Manuel (2004). Historia Universal contemporânea. Publicaciones Cultural. ISBN 9702404452.
- 2010: Kusch Martin, "Hacking's Historical Epistemology: A Critique of Styles of Reasoning. Studies in History and Philosophy of Science" Part A. 2010;41(2):158- 173.
- 1994: Resnik David, "Hacking's Experimental Realism", Canadian Journal of Philosophy 24: 3: 395-412
- 2017: Sciortino Luca, "On Ian Hacking’s Notion of Style of Reasoning", Erkenntnis 82: 2 243, 264
- 2016: Sciortino Luca "Styles of Reasoning, Forms of Life, and Relativism" International Studies in Philosophy of Science 30, 2, pp. 165-184
- 2007: Jonathan Y. Tsou, "Hacking on the Looping Effects of Psychiatric Classifications: What Is an Interactive and Indifferent Kind?", International Studies in the Philosophy of Science, 21:3, 329-344
- 2021: Martínez Rodríguez, M. L. Texture in the Work of Ian Hacking. Springer International Publishing.
- 2023: Sciortino, Luca History of Rationalities: Ways of Thinking from Vico to Hacking and Beyond. Springer- Palgrave McMillan ISBN 978-3-031-24003-4